# 米子市立弓ヶ浜中学校
米子市立弓ヶ浜中学校（よなごしりつ ゆみがはまちゅうがっこう）は、鳥取県米子市富益町にある公立中学校。校舎は米子市北西部の弓ヶ浜半島内にある。

## 沿革
- 1947年4月 - 鳥取県西伯郡夜見村・富益村・彦名村三ヶ村学校組合弓ヶ浜中学校創立。
- 1954年6月 - 夜見村・富益村・彦名村の米子市との合併により、米子市立弓ヶ浜中学校と改称。

## 部活動

### 運動部
- 野球部
- サッカー部
- 陸上部
- 水泳部
- 剣道部
- 駅伝部
- 卓球部
- ソフトボール部
- バレー部
- バスケットボール部
- バドミントン部

### 文化部
- 吹奏楽部
- 生活科学部
- 美術部

## 出身者
- 湯原俊二 - 衆議院議員
- 森秀樹 - 漫画家
- 松本若菜 - 女優
- 山本舞香 - ファッションモデル、女優
- 武尊 - プロキックボクサー

## 校区
- 校区は、彦名小学校、弓ヶ浜小学校の通学区域となっている。